# Stellifer wintersteenorum
Stellifer wintersteenorum es una especie de pez de la familia Sciaenidae en el orden de los Perciformes.

## Hábitat
Es un pez de clima tropical y demersal que vive hasta los 14 m de profundidad.

## Distribución geográfica
Se encuentra en el Pacífico oriental central: México.

## Observaciones
Es inofensivo para los humanos.